# WeCare高雄
WeCare高雄是由前高雄市政府文化局局長尹立和在地藝文界人士、民間團體等人發起的公民組織團體，在高雄市第3屆市長選舉期間成立，成立原因是因為不滿選舉期間對高雄建設的不實污衊以及網路霸凌。發起人尹立亦於同日請辭高雄市文化局局長一職，希望透過民間人士的身份更能暢所欲言，並擔任「weCARE高雄氣球大遊行」的總指揮。
高雄市市長韓國瑜上任未滿兩年就參選2020年中華民國總統選舉，因此和政黨台灣基進與公民團體公民割草行動發起韓國瑜罷免案，並最後讓罷免案成功過關。
在韓國瑜罷免後，仍關注政治事務，其政治立場比較傾向泛綠陣營；例如在2021年臺中市第二選舉區立法委員陳柏惟罷免案中，呼籲台中鄉親支持陳柏惟。

## 成立背景
2018年11月17日於直轄市長及縣市長選舉期間，曾任臺北農產運銷公司總經理、中國國民黨提名的高雄市長候選人韓國瑜一句「高雄又老又窮」引發爭議，促使「WeCare高雄」的成立並支持其競爭對手陳其邁。
2018年11月24日，由韓國瑜以892,545票、53.87%得票率獲選為第三屆高雄市市長，同年12月25日就職。中國國民黨拿下15席，較2014年縣市長選舉成長了6席，其中包括由民主進步黨分別執政20年及33年於2010年合併的高雄市和高雄縣，結束在高雄長達二、三十年的執政。
2019年4月30日，韓國瑜與中國國民黨黨主席吳敦義進行私人會談後，表態以「不參加國民黨內總統初選，但被動接受納黨內初選民調」的態度繼續參與黨內活動。5月21日，韓國瑜於接受記者聯訪時正式表態「如果詢問的話我的答案是：Yes, I Do.」，決定參選2020年中華民國總統選舉。此舉遭到不少學者正反兩面的評論、且有市民認為他無心市政。後來韓國瑜在6月8日的花蓮造勢宣佈已登記黨內總統初選。韓國瑜此舉引來批評，遭批落跑，甚至在高雄一所國中的畢業典禮時遭學生挨批「做好做滿」。其高雄市長政見也有許多跳票的政策。
2020年1月11日，中國國民黨在2020年中華民國總統副總統及立法委員選舉大敗，輸了總統大選，讓民進黨再次全面執政，韓國瑜所在的高雄，其八席立委席次都由民進黨取得。國民黨黨主席吳敦義也在同一天宣布於15日帶領黨務主管請辭。

## 2018年遊行
2018年10月，時任國民黨高雄市長參選人韓國瑜曾說高雄經濟「又老又窮」，讓時任高雄市政府文化局長尹立憤而辭職，自行成立團體。
11月17日，舉辦「1117高雄大氣球遊行-WeCARE!!我在乎!!」，遊行路線從高雄文化中心出發，行經五福路、公園二路，終點在鐵道文化園區，並手持「weCARE高雄」旗揮舞，表達「拒絕汙衊、對抗霸凌」。

## 2019年遊行
2019年8月12日，WeCare高雄及台灣基進向警察局遞件申請，預計在「11月16日」及「12月21日」舉辦兩場超過「10萬人」的大遊行，當月14日收到警察局「不予許可」公文，WeCare高雄及台灣基進於同月16日再次申請，WeCare高雄發起人尹立批評市府各局處互踢皮球，台灣基進高雄黨部主委李欣翰質疑高雄在韓國瑜的治理已逐漸香港化，最後市府核准11月16日、12月21日2場10萬人大遊行。
在2019年11月6日，WeCare高雄發起人尹立、台灣基進新聞輿情部副主任張博洋、前高雄氣爆自救會長陳冠榮醫師及公民割草行動發言人李佾潔醫師共同宣布12月21日舉行「1221 wecare台灣大遊行」。
另一方面，韓國瑜為了反制wecare台灣大遊行，也在12月5日申請「南方崛起 高雄光榮週年慶大遊行」的挺韓大遊行，申請參加人數約1萬人，集合地點在高雄市鼓山區神農路凹仔底公園，解散地點在左營區自由路的微笑公園。尹立批評韓國瑜利用高雄來造勢，再把高雄當成跳板去競選總統、放棄高雄；尹立同時警告韓國瑜，任何韓粉製造的衝突危險，韓國瑜都要承擔起基本的政治責任。
2020年5月19日，韓國瑜於議會備詢時，黃香菽議員請韓國瑜「光復高雄」的意涵，韓國瑜痛批光復高雄做為罷韓的訴求「大錯特錯」、 「荒唐可笑」；韓說，誰當市長是由市民決定，「什麼叫光復？罷韓團體其心可諸」，是對台灣民主最大的污辱。尹立表示，要將屬於高雄人的高雄，從韓國瑜這個背叛者手上將市長位置討回來讓高雄人重新選擇。台灣基進黨新聞部副主任張博洋：「韓國瑜不到24小時就馬上跟迪士尼跳票一樣收回，會使用光復高雄，如今卻反過來批評『光復高雄』是民主恥辱，可見他從未理解罷韓訴求，自然沒有反省的可能」。

#### 「光復高雄」貼紙發放熱潮
為了號召民眾加入「wecare台灣大遊行」；在12月8日下午，WeCare高雄、公民割草行動與台灣基進在「高雄捷運中央公園站」出口發放「光復高雄貼紙」，吸引大批民眾索討；在12月12日至12月15日走遍「大高雄」發放「光復高雄」貼紙，以「貼紙貼上去 遊行走出來」為口號，為21日大遊行暖身甚至有民眾因為索取不到光復高雄貼紙，索性自行購買花蓮縣光復站到高雄站的火車票，以表達對罷韓的支持。
12月18日，「1221 wecare 台灣大遊行」在高雄捷運月台託播影片突遭下架，質疑高市府就是背後的黑手。尹立痛批這種做法猶如戒嚴白色恐怖，呼籲1221不站出來，韓國瑜手段就會得逞，高雄人就會被韓國瑜看扁。

## 罷免行動
於2019年6月27日，正式與公民組織公民割草行動及政黨台灣基進共同啟動對高雄市市長韓國瑜的罷免第一階段的提議連署，於12月26日將第一階段連署書送件至中央選舉委員會，於2020年1月17日罷免第一階段宣布正式通過；於1月29日正式啟動第二階段的罷免連署，於3月9日將第二階段連署書送件至高雄市選舉委員會，於4月7日罷免第二階段宣布正式通過；於4月17日中選會宣告成立高雄市第3屆市長罷免案，並定於同年6月6日舉行投、開票；於6月6日罷免第三階段宣布正式通過。